# George (pes)
George byl pes, který žil ve městě Manaia v oblasti Taranaki na Novém Zélandu a který zemřel 29. dubna 2007 poté, co ubránil pět dětí před útokem dvou jiných psů. Georgeovi se za jeho hrdinství dostalo mezinárodního uznání a posmrtně obdržel ceny od zvířecích charitativních organizací Nového Zélandu a Spojeného království.

## Životopis
George byl 30 centimetrů vysoký Jack Russell teriér, který žil ve městě Manaia na Novém Zélandu. Alan Gay (*1937), majitel George, dostal psa od svých sousedů, když se stěhovali.

## Obranná akce
The Sydney Morning Herald a The New Zealand Herald informovaly, že 29. dubna 2007 zaútočili dva pitbulové na pět dětí, které se vracely domů. Devítiletý George byl při jejich obraně těžce zraněn. Veterinář doporučil, aby byl George utracen, a přestože Gay souhlasil, později svého rozhodnutí litoval. Psi, kteří na děti zaútočili, byli také utraceni a jejich majitel byl stíhaný za držení nebezpečných a neovladatelných psů. O šest měsíců později Stratford Press uvedl, že 14letý George (narozený 1992 nebo 1993) ubránil děti před jedním pitbulem, zatímco v únoru 2009 Sky News napsaly, že George při obraně pěti dětí ve věku od tři do dvanácti let čelil dvěma pitbulům.
Georgeova statečnost a sebeobětování vyvolaly obdiv. Královská společnost Nového Zélandu pro prevenci týrání zvířat mu jako prvnímu nepolicejnímu psovi udělila medaili za statečnost, Gay převzal Georgeovu medaili ve škole. Jerrell Hudman, veterán amerického námořního sboru z války ve Vietnamu, byl Georgeovým činem ohromen natolik, že poslal Gayovi jedno ze svých tří Purpurových srdcí.  Na jaře 2007 byla ve městě Manaia odhalena bronzová socha George, autorem díla je Fridtjof Hanson z New Plymouthu. V roce 2009 udělil People's Dispensary for Sick Animals Georgeovi zlatou medaili PDSA, kterou Sky News označily za zvířecí ekvivalent Jiřího kříže. Medaili zavěsil kolem krku Georgeovy sochy Anand Satyanand, tehdejší generální guvernér Nového Zélandu.